# Catarata de Ahuashiyacu
La catarata de Ahuashiyacu es una serie de 3 caídas de agua situada en el distrito amazónico del departamento de San Martín, Perú. Se encuentra a una distancia de 14 kilómetros desde el centro de la ciudad más próxima, Tarapoto y se accede a ella en automóvil a través de la carretera Fernando Belaúnde Terry en dirección a Yurimaguas. La catarata está ubicada dentro del Área de Conservación Regional Cordillera Escalera y debe su importancia a ser un conocido reclamo turístico y la cascada de mayor altura de toda la región de San Martín.

## Etimología
Ahuashiyacu es una palabra en quechua que puede traducirse como agua que ríe o agua cantarina. La catarata está asociada a una leyenda de los pobladores de la región. Dicha leyenda cuenta la historia del jefe de una tribu que tuvo una hija cuya belleza era inigualable. Temeroso de los muchachos jóvenes de la tribu, receloso de que alguno de ellos la quisiese desposar, encargó al brujo de la comunidad que transformase a su hija en agua para poderla tener de este modo siempre consigo. Sin embargo, afligido por el encargo que se le demandaba, el brujo finalmente concedió realizarlo, pero en honor a la belleza de la joven decidió convertirla en la actual catarata de ahuashiyacu para que mediante esta prevaleciera su belleza y trajese alegría a la gente.

## Morfología y ubicación
La Catarata de Ahuashiyacu se encuentra en la zona de amortiguamiento del Área de Conservación Regional "Cordillera Escalera" y está situada a 465 metros sobre el nivel del mar. La catarata se compone de dos caídas la primera sin acceso habilitado y de una altura de alrededor de 60 metros y una segunda de 40 metros con acceso preparado para el tránsito turístico. Esta segunda caída termina en una poza de aproximadamente 12 metros de diámetro y con una profundidad que va desde 30 cm en la orilla hasta 2.5 metros en su parte central. Administrativamente la catarata pertenece al distrito la Banda de Shilcayo y está ubicado dentro área de conservación cordillera escalera. Esta área de conservación pertenece al estado pero la conservación y cuidado del área protegida esta delegada a la asociación de conservación, protección ecológica cordillera escalera alto ahuashiyacu que es por tanto quien se encarga de la conservación y explotación de la catarata.